# Poonam Yadav
Poonam Yadav (* 24. August 1991 in Agra, Indien) ist eine indische Cricketspielerin, die seit 2013 für die indische Nationalmannschaft spielt.

## Kindheit und Ausbildung
Ihr Vater, ein pensionierter Armee Offizier, war zunächst gegen eine Karriere seiner Tochter im Sport, wurde aber durch einen Trainer überzeugt und hat sie seitdem unterstützt.

## Aktive Karriere

### Anfänge in der Nationalmannschaft
Ihr Debüt in der Nationalmannschaft gab sie bei der 
Tour gegen Bangladesch im April 2014. In ihrem ersten WTwenty20 konnte sie 3 Wickets für 21 Runs erzielen und in ihrem ersten WODI 3 Wickets für 15 Runs. Ihr nächster Einsatz erfolgte im Januar 2014 gegen Sri Lanka, als sie 4 Wickets für 13 Runs in den WODIs erzielte. Daraufhin wurde sie für den ICC Women’s World Twenty20 2014 nominiert, wobei sie in allen fünf Spielen Wickets erzielen konnte. Im November 2014 konnte sie gegen Südafrika ihr Test-Debüt absolvieren und erzielte dabei 2 Wickets für 22 Runs im zweiten Innings. In den WTWenty20s der Tour konnte sie 3 Wickets für 18 Runs erreichen.
Im November 2015 erhielt sie einen der ersten indischen zentralen Verträge für Frauen. Bei der Tour gegen Sri Lanka im Februar 2016 konnte sie in den WODIs einmal 4 Wickets für 22 Runs erzielen und in den WTWenty20s 3 Wickets für 17 Runs. Beim Women’s Asia Cup 2016 im November erzielte sie gegen Bangladesch 3 Wickets für 13 Runs. Im Februar 2017 war sie Teil der indischen Mannschaft beim Women’s Cricket World Cup Qualifier 2017 und ihr gelangen gegen Irland 3 Wickets für 30 Runs. Bei einem Vier-Nationen-Turnier in Südafrika konnte sie gegen den Gastgeber 3 Wickets für 32 Runs erreichen. Beim Women’s Cricket World Cup 2017 im Sommer in England war sie dann nach Deepti Sharma beim Finaleinzug der indischen Mannschaft deren erfolgreichste Bowlerin.

### Aufstieg in die Weltspitze

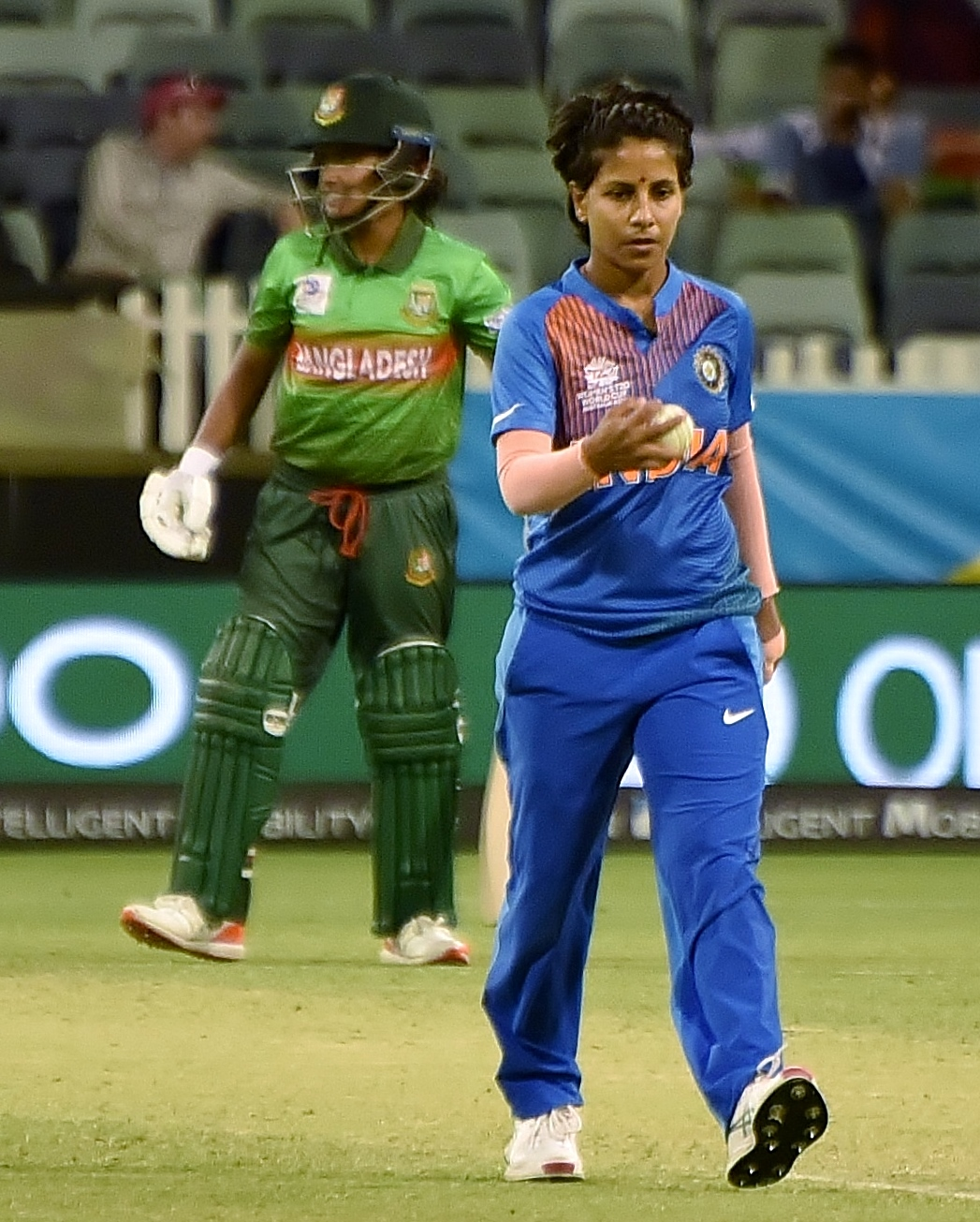
Yadav im Jahr 2020

Auf der Tour in Südafrika im Februar 2018 konnte sie im zweiten WODI 4 Wickets für 24 Runs erreichen. Gegen England im April 2018 konnte sie 4 Wickets für 30 Runs im ersten WODI erzielen. Vier Wickets gelangen ihr auch beim Women’s Twenty20 Asia Cup 2018 gegen Bangladesch, als sie 4 Wickets für 9 Runs erzielte. Bei der Tour in Sri Lanka konnte sie dann im ersten WTWenty20 4 Wickets für 26 Runs und im fünften 3 Wickets für 18 Runs erreichen.
Es folgte der ICC Women’s World Twenty20 2018, bei dem sie in jedem Spiel Wickets erzielte und dabei im ersten Spiel gegen Neuseeland 3 Wickets für 33 Runs. Ebenfalls gegen Neuseeland konnte sie auf der Tour dorthin im Januar 2019 3 Wickets für 42 Runs erreichen. Im Oktober 2019 gelangen ihr 3 Wickets für 13 Runs gegen Südafrika, wobei sie als Spielerin des Spiels ausgezeichnet wurde. Im Dezember 2019 zog sie sich eine Fingerfraktur zu, die die Vorbereitung auf die kommende Weltmeisterschaft beeinträchtigte. Beim ICC Women’s T20 World Cup 2020 in Australien konnte sie gegen den Gastgeber 4 Wickets für 19 Runs erzielen und gegen Bangladesch 3 Wickets für 18 Runs. In der Saison 2021/22 wurde sie für die Women’s Big Bash League von den Brisbane Heat verpflichtet und erreichte mit ihnen das Halbfinale.

## Auszeichnungen
Im Jahr 2019 wurde sie mit dem Arjuna Award 2019 ausgezeichnet.